# Димитри Тадић
Димитри Тадић био је југословенски фудбалски тренер. 
Тренирао је репрезентације Кувајта и Уједињених Арапских Емирата. Док је био на челу УАЕ на Гулф купу 1976, Тадић је доживео срчани удар и заменио га је локални тренер Јума Гареб. На крају, селекција ниједну утакмицу није завршила са три бода на својој страни.